# Milltown (ort i Irland, Leinster)
Milltown är en ort i republiken Irland.   Den ligger i grevskapet Kildare och provinsen Leinster, i den centrala delen av landet, 40 km väster om huvudstaden Dublin. Milltown ligger 85 meter över havet och antalet invånare är 365.
Terrängen runt Milltown är platt, och sluttar norrut.Runt Milltown är det ganska tätbefolkat, med 149 invånare per kvadratkilometer. Närmaste större samhälle är Droichead Nua, 5,0 km sydost om Milltown. Trakten runt Milltown består i huvudsak av gräsmarker.